# Чичегъс
Чичегъс или Чешигъз, Чечигъз (на гръцки: Σταυροδρόμι, Ставродроми, катаревуса: Σταυροδρόμιον, Ставродромион, до 1926 година Τσίτσιγκες, Цицигес) е село в Република Гърция, в дем Пела на административна област Централна Македония.

## География
Селото се намира на 20 m надморска височина в източната част на Солунското поле, на 10 km северозападно от Пласничево (Крия Вриси) и на 10 km южно от град Воден (Едеса).

## История

### В Османската империя
В края на XIX век Чешигъз е чисто българско село. Според статистиката на Васил Кънчов („Македония. Етнография и статистика“) в 1900 година в Чеши Гъсъ (Чичегъсъ) живеят 420 българи. Всички жители на селото са под върховенството на Българската екзархия. По данни на секретаря на екзархията Димитър Мишев („La Macédoine et sa Population Chrétienne“) в 1905 година в Чечигъс има 200 българи екзархисти.
Според данни на кукушкия околийски училищен инспектор Никола Хърлев през 1909 година в Чичегъз функционира българско училище.
При избухването на Балканската война в 1912 година един човек от Чешигъз е доброволец в Македоно-одринското опълчение.

### В Гърция
В 1912 година през Балканската война селото е окупирано от гръцки части и след Междусъюзническата война в 1913 година остава в Гърция. 
Боривое Милоевич пише в 1921 година („Южна Македония“), че Чичегъз (Чичегьз) има 30 къщи славяни християни и 2 къщи цигани мохамедани.
В 1926 година името на селото е сменено на Ставродроми.
Селото има много плодородно землище, които се напоява изцяло. Произвежда овошки - праскови и круши, както и памук, жито, царевица. Развито е и краварството.
| Година    | 1913 | 1920 | 1928 | 1940 | 1951 | 1961 | 1971 | 1981 | 1991 | 2001 | 2011 | 2021 |
| --------- | ---- | ---- | ---- | ---- | ---- | ---- | ---- | ---- | ---- | ---- | ---- | ---- |
| Население | 208  | 255  | 299  | 298  | 411  | 488  | 479  | 578  | 581  | 556  | 486  | 492  |

## Личности
Родени в Чешигъз
- Ване Данев, български революционер от ВМОРО, четник на Никола Иванов[9]
- Христо Аргиров Чауша (1880 – ?), македоно-одрински опълченец, войвода във Воденска околия, Първа отделна партизанска рота, в гръцки плен до февруари 1914 година[10]